# Salammbô (personaggio)
Salammbô, in italiano anche Salambò, è la protagonista dell'omonimo romanzo dello scrittore francese Gustave Flaubert. Il personaggio è basato sulla figura storica della terza figlia del generale cartaginese Amilcare Barca, il cui vero nome è sconosciuto.

## Nome
Il nome Salammbô deriva da Shalambaal, uno dei nomi della dea semitica Astarte, il cui significato è "immagine di Baal".

## Il personaggio

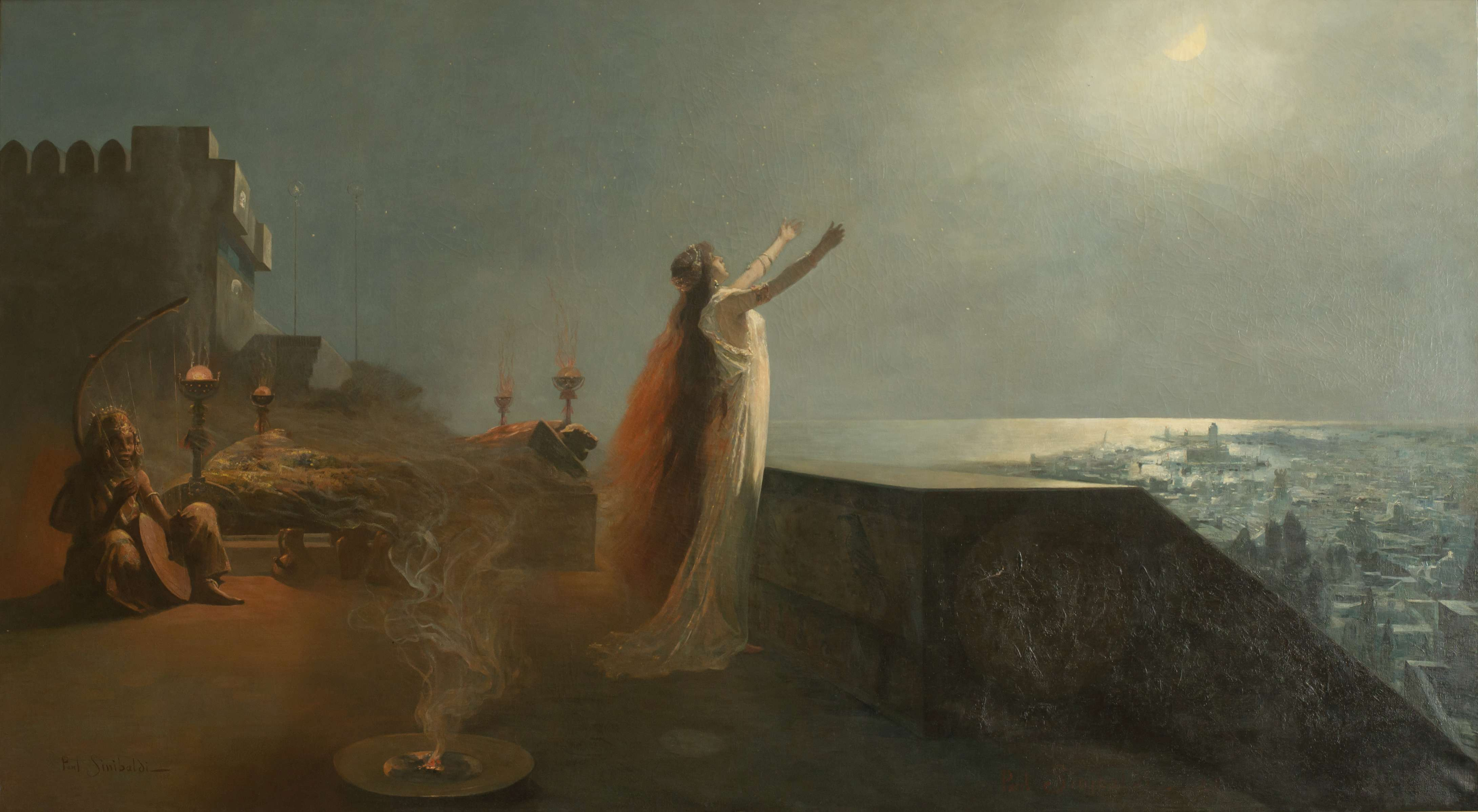
Jean-Paul Sinibaldi, Salammbô, 1885

Salammbô è la figlia del generale cartaginese Amilcare Barca ed è la sacerdotessa di Tanit, una delle dee più importanti del pantheon cartaginese. Salammbô viene descritta come una donna molto devota alla dea Tanit, a tal punto che vorrebbe erigerle una statua nel suo tempio, se solo il gran sacerdote Schahabarim non glielo proibisse. Quando Spendio e Mato, gli artefici della rivolta dei mercenari e della conseguente guerra, rubano il velo sacro della dea Tanit (zaïmph in francese, dal termine ebraico tsaiph, che significa "velo"), Salammbô viene mandata a recuperarlo su ordine del sommo sacerdote Schahabarim. Salammbô raggiunge quindi l'accampamento di Mato per riprendere il velo sacro e ci riesce solo dopo essersi concessa al generale. La ragazza ritorna così a Cartagine e restituisce lo zaïmph. Mato viene catturato dai cartaginesi e muore dopo essere stato torturato: avendo saputo questa notizia, Salammbô morirà prima del suo matrimonio con il generale numida Narava.

## Il personaggio storico
La terza figlia di Amilcare Barca andò in sposa al generale numida Narava nel 237 a.C., dopo che questi aveva lasciato l'esercito di mercenari per combattere con Amilcare. Infatti, Amilcare mise alla prova il generale numida per vedere se quest'ultimo poteva combattere dalla sua parte e, superata la prova, gli promise la mano della figlia, secondo quanto dice Polibio:
(Polibio, Storie, Libro I, 78. Traduzione di Carla Schick)

## Nella cultura di massa

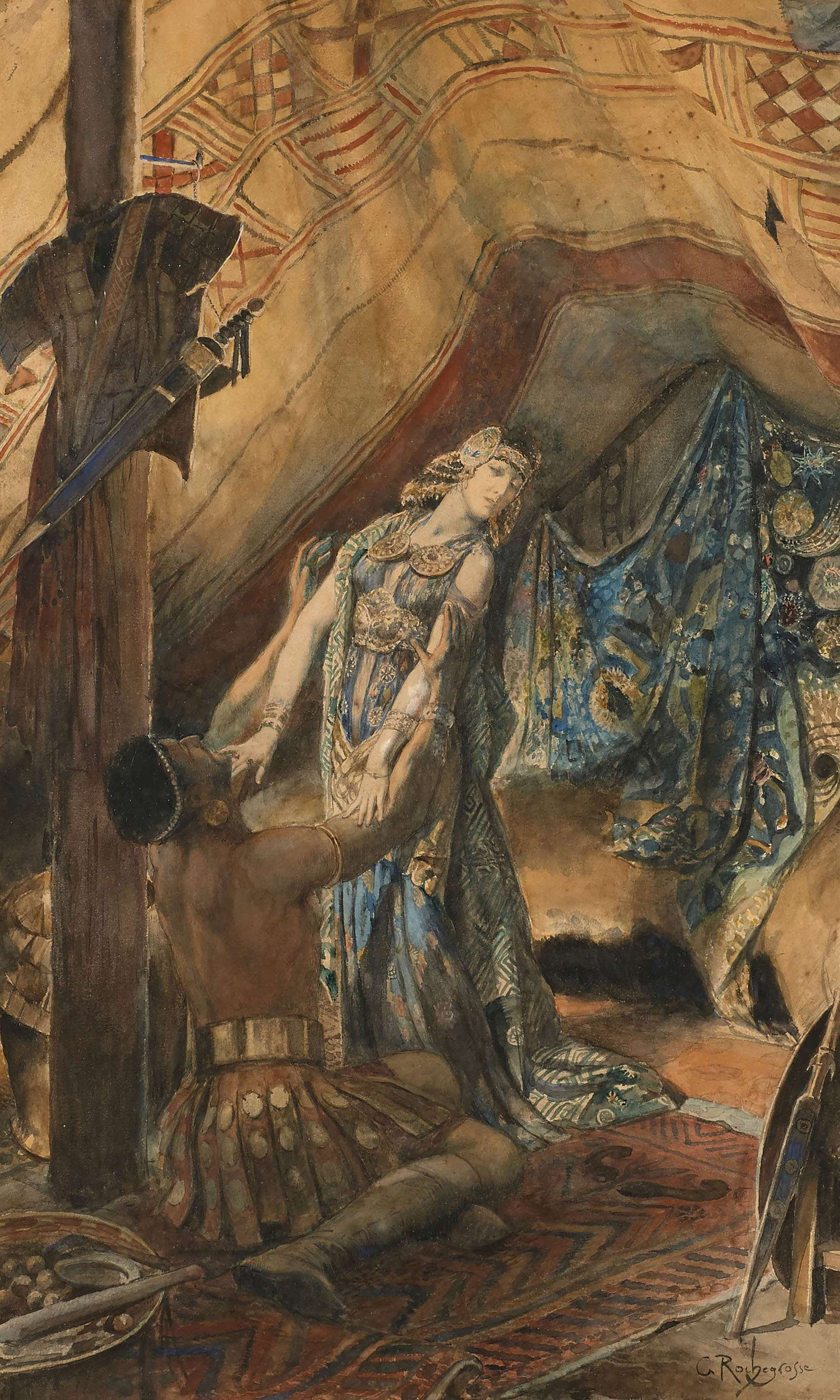
Salambò e Mato in un'illustrazione del romanzo realizzata da Georges-Antoine Rochegrosse nel 1900 circa.

Dopo la pubblicazione del romanzo storico di Flaubert il personaggio (sia per il gusto orientalista dell'epoca, sia per il suo leggero erotismo) conobbe una certa fama tra la fine del XIX secolo e l'inizio del ventesimo, ovvero durante lo sviluppo del simbolismo: Salammbô fu il soggetto di vari dipinti e sculture, (come la litografia di Alfons Mucha del 1896 ed il celebre dipinto di Gaston Bussière del 1907) e di alcune opere liriche (inclusa l'opera incompiuta Salammbô di Modest Petrovič Mussorgski).
Dal romanzo flaubertiano sono stati tratti tre film, Salambò del 1914, Salambò del 1925 e Salambò del 1960: nel primo film Salammbô è interpretata dall'attrice Suzanne de Labroy, nel secondo è interpretata dall'attrice Jeanne de Balzac e nel terzo è interpretata dall'attrice Jeanne Valérie.
Nel 1980 il fumettista francese Philippe Druillet realizzò un fumetto intitolato Salammbô, liberamente ispirato al romanzo di Flaubert, che unisce la storia antica e la fantascienza.